# Національний з'їзд Комуністичної партії Китаю
Національний з'їзд Комуністичної партії Китаю (кит.: 中国共产党全国代表大会; буквально: Конгрес національних представників Комуністичної партії Китаю) — партійний з'їзд, який проводиться кожні п'ять років. Теоретично Національний конгрес є вищим органом Комуністичної партії Китаю (КПК). З 1987 року Національний конгрес проводиться в жовтні або листопаді. Місцем проведення події, починаючи з 1956 року, є Народний зал у Пекіні. З’їзд є публічним місцем для змін на вищому рівні керівництва КПК і формальним заходом для внесення змін до Статуту партії. За останні два десятиліття Національний конгрес КПК був ключовим принаймні як символічна частина змін керівництва, і тому привернув увагу міжнародних ЗМІ.
З'їзд офіційно затверджує склад Центрального комітету — органу, що складається з вищих керівних органів партії, держави і суспільства. На практиці, однак, до Центрального комітету висувається лише трохи більше кандидатів, ніж вільних місць, що обмежує роль Конгресу в процесі відбору усуненням дуже непопулярних кандидатів. Кожен п'ятирічний цикл Всекитайських зборів народних представників також має серію пленумів ЦК, які з середини 1990-х років проводяться більш-менш регулярно раз на рік.
З середини 1980-х до кінця 2010-х років КПК намагалася підтримувати плавну та впорядковану спадкоємність і уникати культу особи, проводячи значну зміну персоналу кожні десять років на парних з’їздах партії та просуваючи людей підготовка до цього зсуву на непарних партійних з'їздах. Крім того, оскільки люди на вищому рівні партії виходять на пенсію, для молодих членів партії є можливість піднятися на один рівень. Тому партійний з'їзд - це час генеральних кадрових перестановок, кульмінація переговорів, в яких бере участь не тільки вище керівництво, але й практично всі значимі політичні посади в Китаї. Через пірамідну структуру партії та існування обов’язкового віку виходу на пенсію кадри, яких не просувають на партійному з’їзді, ймовірно, зіткнуться з кінцем політичної кар’єри. 

## Підготовка
Правила партії стверджують, що безпосередньо перед Національним конгресом Політбюро має створити підготовчий комітет, головою якого є нинішній генеральний секретар КПК. Цей комітет спостерігає за виборами кількох тисяч делегатів до Національного конгресу та готує список кандидатів для обрання до Центрального комітету та його органів, включаючи Політбюро, РВК, Секретаріат і Центральну військову комісію. Він додатково засновує редакційний комітет, який складає проект звіту про роботу генерального секретаря КПК, а також засновує групу, яка пропонує поправки до статуту КПК.

## Подальше читання
- Wu, Guoguang (2015). China's Party Congress: Power, Legitimacy, and Institutional Manipulation. Cambridge University Press. ISBN 978-1-107-08202-1.